# Don't Worry 'Bout It
Don't Worry 'Bout It é uma canção do rapper estadunidense 50 Cent. Lançado em 18 de Março de 2014, como primeiro single de seu quinto álbum de estúdio Animal Ambition. A faixa conta com a participação de Yo Gotti e teve a produção de Charli Brown Beatz.

## Lista de faixas
| Descarga digital |                       |         |  |
| N.º              | Título                | Duração |  |
| 1.               | "Don't Wory 'Bout It" | 4:01    |  |

## Vídeo da musica
O vídeo da musica foi lançado em 18 de Março de 2014, no canal do artista na plataforma VEVO.

## Desempenho nas paradas
| Paradas (2014)                               | Melhor posição |
| -------------------------------------------- | -------------- |
| Austrália (ARIA Urban Singles)               | 32             |
| Estados Unidos (Billboard R&B/Hip-Hop Songs) | 42             |
| Reino Unido (UK Singles Chart)               | 165            |
| Reino Unido (OCC UK R&B)                     | 30             |